# Cantonul Blaye
Cantonul Blaye este un canton din arondismentul Blaye, departamentul Gironde, regiunea Aquitania, Franța.

## Comune
- Berson
- Blaye (reședință)
- Campugnan
- Cars
- Cartelègue
- Fours
- Mazion
- Plassac
- Saint-Androny
- Saint-Genès-de-Blaye
- Saint-Martin-Lacaussade
- Saint-Paul
- Saint-Seurin-de-Cursac